# Limnonectes khammonensis
Limnonectes khammonensis es una especie de anfibio anuro del género Limnonectes de la familia Dicroglossidae.

## Distribución geográfica
Es originaria de Laos y Vietnam.